# Kote Tsintsadze
Pour les articles homonymes, voir Tsintsadze.
 (mai 2025).
Kote Tsintsadze (en géorgien : კოტე ცინცაძე), né en 1887 à Lanchkhuti (Géorgie) et mort le 24 novembre 1930 à Bakhtchissaraï (Crimée), est un révolutionnaire bolchevik géorgien, membre influent de la Tchéka en Géorgie, opposant à Joseph Staline et figure de la gauche trotskiste.

## Débuts révolutionnaires
Né dans une famille géorgienne modeste, Tsintsadze fait ses études au séminaire théologique de Koutaïssi. Influencé très tôt par les idées marxistes, il rejoint en 1904, à 17 ans, la faction bolchevique du Parti ouvrier social-démocrate de Russie (POSDR).
Dès ses débuts, il devient actif dans les régions industrielles géorgiennes, notamment dans la ville minière de Tchiatura, riche en manganèse. Là, il joue un rôle clé dans l'organisation d’un bastion bolchevique, gagnant le soutien des mineurs par son implication directe dans leur lutte.

## Activités
Au cours de la révolution russe de 1905 et des années suivantes, Kote Tsintsadze s'illustre comme un militant bolchevique radical dans la région du Caucase. Membre actif de la faction bolchevique du POSDR, il participe à de nombreuses expropriations révolutionnaires destinées à financer le parti. À la tête de la Droujina, une milice bolchevique armée opérant en Géorgie, il organise plusieurs braquages : attaque d’un train transportant les salaires des mineurs à Tchiatura (1906), vol de la Banque agricole géorgienne, braquage d’une diligence à Kadzhorskoe (20 000 roubles), ainsi que des vols ciblant des postes de la Banque impériale à Tiflis, Kars et Borjomi. Ces opérations violentes sont souvent accompagnées de combats armés contre les forces tsaristes.
Parallèlement, Tsintsadze coordonne ou participe à plusieurs assassinats politiques, dont celui du général Fiodor Griiazanov en 1906, un haut responsable militaire envoyé pour réprimer les grèves dans le Caucase. La Droujina mène également des exécutions ciblées de policiers, de collaborateurs du régime et d’agents infiltrés, ainsi que des actions de sabotage à l’explosif contre des infrastructures impériales. Selon les bolcheviks, ces actions illégales étaient justifiées comme des moyens légitimes de lutte armée contre l’autocratie tsariste. Les activités de Tsintsadze à cette période sont étroitement liées à celles de Staline et de Simon Ter-Petrossian (dit Kamo), tous trois opérant au sein du réseau révolutionnaire bolchevique du Caucase.

## Carrière soviétique
Après la révolution de Février 1917, Tsintsadze revient au premier plan. Il devient membre du Bureau régional du Parti bolchevique pour le Caucase. En 1921, après l’invasion soviétique de la république démocratique de Géorgie, il est nommé premier président permanent de la Tchéka géorgienne, chargé de la répression contre les anciens mencheviks, les nationalistes géorgiens et les socialistes-révolutionnaires.
Il est également membre du comité central du Parti communiste de Géorgie et du Comité exécutif de la RSS de Géorgie.

## Affaire géorgienne
En 1922, Tsintsadze s’oppose vivement à la politique de centralisation de Joseph Staline et de Sergo Ordjonikidze lors de l’Affaire géorgienne. Il accuse Moscou de vouloir écraser l'autonomie nationale géorgienne au profit d’un centralisme autoritaire. Il critique le « chauvinisme grand-russe » du nouveau pouvoir soviétique.
Cette opposition, partagée avec d'autres figures comme Budu Mdivani, entraîne son limogeage et sa mise à l’écart politique. Il est remplacé par des fidèles de Staline, notamment Lavrenti Beria.

## Opposition de gauche
En 1923, Tsintsadze rejoint l’Opposition de gauche fondée par Léon Trotski, s’opposant à la bureaucratisation du régime et à l’abandon des principes de la démocratie soviétique. En 1927, il est expulsé du Parti communiste, puis arrêté en 1928.
Exilé à Bakhtchissaraï en Crimée, il souffre de tuberculose mais refuse de renier ses convictions. Il continue d’écrire à Trotski depuis son exil, dénonçant les dérives du régime stalinien.

## Mort et hommage
Kote Tsintsadze meurt en exil de sa tuberculose le 24 novembre 1930 à l’âge de 43 ans. Trotski lui rend hommage dans un article publié en 1931 intitulé :
« À la tombe fraîche de Kote Tsintsadze»
(Bulletin de l'Opposition, n°9, janvier 1931)

« Tsintsadze fut l’un des plus purs, des plus dévoués, des plus passionnés parmi les bolcheviks d’autrefois. Son caractère impitoyable dans la lutte n’excluait ni l’humanité, ni la camaraderie. »

## Sources
1.https://www.matierevolution.fr/spip.php?article6483
3.https://www.wsws.org/en/articles/2024/09/16/jpea-s16.html?
4.https://www.marxists.org/archive/ciliga/1938/xx/lo3.htm?
5.https://www.jstor.org/stable/153383?